# Nuoto ai Giochi della XXXI Olimpiade - 400 metri misti maschili
La gara dei 400m misti maschili dei Giochi di Rio è stata disputata il 6 agosto, con le batterie al mattino e la finale nella sessione serale. La medaglia d'oro è andata al giapponese Kōsuke Hagino.

## Record
Prima della competizione il record mondiale e olimpico era il seguente:
| Record mondiale | 4'03"84 | Micheal Phelps Stati Uniti | 10 agosto 2008 Pechino, Cina |
| Record olimpico | 4'03"84 | Micheal Phelps Stati Uniti | 10 agosto 2008 Pechino, Cina |

Durante la competizione tale record non è stato migliorato.

## Risultati

### Batterie
| Pos. | Atleta                    | Nazionalità   | Tempo   | Batt. | Corsia | Note |
| ---- | ------------------------- | ------------- | ------- | ----- | ------ | ---- |
| 1    | Chase Kalisz              | Stati Uniti   | 4:08.12 | 4     | 5      | Q    |
| 2    | Daiya Seto                | Giappone      | 4:08.47 | 4     | 4      | Q    |
| 3    | Kōsuke Hagino             | Giappone      | 4:10.00 | 3     | 4      | Q    |
| 4    | Jay Litherland            | Stati Uniti   | 4:11.10 | 4     | 3      | Q    |
| 5    | Max Litchfield            | Gran Bretagna | 4:11.95 | 3     | 6      | Q    |
| 6    | Thomas Fraser-Holmes      | Australia     | 4:12.51 | 3     | 3      | Q    |
| 7    | Travis Mahoney            | Australia     | 4:13.37 | 2     | 4      | Q    |
| 8    | Joan Luis Pons Ramon      | Spagna        | 4:13.55 | 2     | 5      | Q    |
| 9    | Richard Nagy              | Slovacchia    | 4:13.87 | 3     | 7      |      |
| 10   | Shun Wang                 | Cina          | 4:14.46 | 3     | 2      |      |
| 11   | Gergely Gyurta            | Ungheria      | 4:14.81 | 3     | 8      |      |
| 12   | David Verraszto           | Ungheria      | 4:15.04 | 3     | 5      |      |
| 13   | Jeremy Desplanches        | Svizzera      | 4:15.46 | 2     | 2      |      |
| 14   | Brandonn Almeida          | Brasile       | 4:17.25 | 4     | 7      |      |
| 15   | Luca Marin                | Italia        | 4:17.88 | 4     | 1      |      |
| 16   | Micheal Julian Meyer      | Sudafrica     | 4:18.13 | 2     | 3      |      |
| 17   | Johannes Hintze           | Germania      | 4:18.25 | 3     | 1      |      |
| 18   | Gal Nevo                  | Israele       | 4:18.29 | 2     | 6      |      |
| 19   | Federico Turrini          | Italia        | 4:18.39 | 4     | 6      |      |
| 20   | Sebastian Daniel Rousseau | Sudafrica     | 4:18.72 | 4     | 8      |      |
| 21   | Christoph Martin Meier    | Liechtenstein | 4:19.19 | 1     | 3      |      |
| 22   | Raphael Stacchiotti       | Lussemburgo   | 4:20.37 | 2     | 1      |      |
| 23   | Pavel Janecek             | Rep. Ceca     | 4:22.09 | 2     | 7      |      |
| 24   | Luis Emigdio Vega         | Cuba          | 4:25.84 | 1     | 4      |      |
| 25   | Pedro Miguel Pinotes      | Angola        | 4:27.27 | 1     | 5      |      |
| 26   | Jacob Heidtmann           | Germania      | -       | 4     | 2      | DSQ  |

### Finale
| Pos.    | Atleta               | Nazionalità   | Tempo   | Corsia | Note |
| ------- | -------------------- | ------------- | ------- | ------ | ---- |
| Oro     | Kōsuke Hagino        | Giappone      | 4:06.05 | 3      |      |
| Argento | Chase Kalisz         | Stati Uniti   | 4:06.75 | 4      |      |
| Bronzo  | Daiya Seto           | Giappone      | 4:09.71 | 5      |      |
| 4       | Max Litchfield       | Gran Bretagna | 4:11.62 | 2      |      |
| 5       | Jay Litherland       | Stati Uniti   | 4:11.68 | 6      |      |
| 6       | Thomas Fraser-Holmes | Australia     | 4:11.90 | 7      |      |
| 7       | Travis Mahoney       | Australia     | 4:15.48 | 1      |      |
| 8       | Joan Luis Pons Ramon | Spagna        | 4:16.58 | 8      |      |